# 詹姆斯·安格斯·吉兰
詹姆斯·安格斯·吉兰（英語：James Angus Gillan，1885年10月11日—1981年4月23日），英国前男子赛艇运动员。他曾代表英国参加1908年和1912年夏季奥林匹克运动会赛艇比赛，获得二枚金牌。